# Рейд на Александрію
Рейд на Александрію (англ. Raid on Alexandria, італ. Impresa di Alessandria) — спеціальна операція італійських бойових плавців по знищенню британських лінійних кораблів на рейді єгипетського морського порту Александрії в ході битви на Середземному морі під час Другої світової війни.

## Хід операції
Увечері 18 грудня 1941 року підводний човен «Шире» під командуванням командира 10-ї флотилії MAS капітана Юніо Валеріо Боргезе прибув у точку всього за 1 милю від входу в гавань Александрії. О 20:47 поряд з мінними полями були спущені три торпеди.
Торпедою № 221 керували Луїджі Дюран де ла Пенне і Еміліо Б'янкі, торпедою № 222 — Вінченцо Мартеллота та Маріо Маріно, торпедою № 223 — Антоніо Марчелья та Спартако Шергат. Торпеди без перешкод дістались до загороджень до входу в бухту. Вздовж загороджень курсували патрульні катери, які періодично скидали глибинні бомби. Але у цей час прохід був відкритий, щоб дати змогу 3 есмінцям увійти в порт. Італійці скористались цим і проникли в акваторію бази.
Завдяки даним аеророзвідки італійці точно знали розташування британських кораблів і рушили прямо до цілей. Вони попередньо ознайомились із кресленнями кораблів, щоб закласти вибухівку у найбільш вразливих точках. Екіпаж Дюран де ла Пенне-Б'янкі вибрав лінкор «Валіант», Марчелья-Шергат — лінкор «Квін Елізабет». Екіпаж Мартеллота-Маріно мав закласти вибухівку під авіаносець, але той незадовго до атаки покинув бухту. Тому італійці заклали вибухівку під танкер «Сагона».
Торпеда, якою керували Дюран де ла Пенне та Б'янкі, втратила хід, але італійцям все ж вдалось дотягнути її до корабля. Встановивши вибухівку, вони сплили на поверхню, але були схоплені екіпажем патрульного катера та доставлені на борт «Валіанта». Капітан корабля Чарльз Морган намагався допитати полонених, але безрезультатно. Зрештою він наказав помістити їх у трюм корабля. За 10 хвилин до вибуху Дюран де ла Пенне попросив зустрічі з капітаном і попередив його, що корабель заміновано. Морган наказав екіпажу піднятись на верхню палубу, а італійців знову помістили у трюм. За декілька хвилин пролунав вибух, і корабель опустився на дно. Італійцям вдалось відкрити двері відсіку, де їх утримували, і врятуватись разом з усім екіпажем.
Марчелья та Шергат успішно заклали вибухівку під «Квін Елізабет» і вибрались на берег. Незабаром після вибуху «Валіанта» пролунав вибух також і під «Квін Елізабет», внаслідок чого загинуло 8 британських моряків. Марчелья та Шергат та вирушили до пункту, де їх очікував підводний човен, але наступного дня були схоплені поліцією.
Мартеллота і Маріно, не знайшовши авіаносця, заклали вибухівку під танкер «Сагона», після чого вибрались на берег та покинули гавань. Від вибуху танкер розламався навпіл та затонув. Вибуховою хвилею також був пошкоджений есмінець «Джервіс». Мартеллота та Маріно вирушили до пункту, де їх очікував підводний човен, але також були схоплені поліцією.

## Наслідки
Ціною лише трьох торпед «Майале» і 6 чоловіків їхніх екіпажів вдалося змінити баланс морських сил на Середземному морі. Незадовго до атаки був потоплений авіаносець «Арк Роял» і лінкор «Барем», а на Далекому Сході японці розгромили З'єднання Z, потопивши лінкор «Принс оф Уеллс» і лінійний крейсер «Ріпалс». Таким чином, Александрійський флот залишився без лінкорів, його крейсери утримувались від активних дій.
Італійський флот захопив панування над центральним Середземномор'ям. Прибуття в Італію німецького II авіакорпусу дозволило захопити панування також і в повітрі, і паралізувати британські кораблі на Мальті. Це дало змогу налагодити постачання військ та вантажів в Північну Африку для другого наступу Роммеля.
Операція мала також великий пропагандистський ефект, оскільки порт Александрії був однією з найбільших баз британського флоту. За успішне виконання операції всі бойові плавці, а також керівник місії Юніо Боргезе були нагороджені Золотою медаллю «За військову доблесть».

## В культурі
Про рейд на Александрію були зняті фільми «Семеро з Великої Ведмедиці» (італ. I sette dell'Orsa maggiore) та «Валіант» (англ. The Valiant).

## Схема атаки на Александрію
|  |